# Загонек, Владимир Вячеславович
Владимир Вячеславович Загонек (род. 19 сентября 1946 года, Ленинград, РСФСР, СССР) — советский и российский художник, член-корреспондент РАХ (2021).

## Биография
Родился 19 сентября 1946 года в Ленинграде, живёт и работает в Санкт-Петербурге.
В 1965 году — окончил среднюю художественную школа при Институте имени И. Е. Репина, в 1971 году — окончил Институт живописи, скульптуры и архитектуры имени И. Е. Репина, мастерская профессора Е. Е. Моисеенко, после окончания ведет там педагогическую деятельность, с 2003 года — руководитель персональной мастерской, тогда же присвоено учёное звание профессора.
С 1973 года — член Союза художников СССР.
С 1980 по 1990 годы — член бюро секции живописи Ленинградского отделения Союза Художников СССР.
В 2016 году — избран почётным членом, а 2021 году — членом-корреспондентом Российской академии художеств от Отделения живописи.

### Семья
- Отец — советский художник В. Ф. Загонек (1919—1994), народный художник СССР (1985), лауреат Государственной премии РСФСР имени Репина (1977).

## Творческая деятельность
Среди основных произведений — портреты: «Формовщик» (1976), «Портрет железнодорожника Я. Я. Янсона» (1973), «Групповой портрет искусствоведов Старой Ладоги» (1979), «Портрет искусствоведа Б. Г. Васильева» (1986), «Портрет Е. В. Прошкиной» (1987), «Портрет художника Машенкина» (1986), «Портрет О. Н. Русиной» (1996); серия «Строители БАМ» (1975—1976). «Юность. Взморье» (1984); пейзажи «Пикардия» (1979), «Старая Ладога. Собор Иоанна Предтечи» (1979), «Галерная гавань» (1980); натюрморты «Красное яблоко» (2003), «Зимний вечер в Зимнем Дворце» (2006), «Сокровища нового года» (2017).
Постоянный участник выставок с 1972 года. Персональные выставки: ГБУК ЛО «Староладожский историко-архитектурный и археологический музей-заповедник» (1984, 2016), Научно-исследовательский музей РАХ (1996, 2006, 2009, 2017), Галерея Боро, Эшвиль, Северная Каролина, США (2003).
Автор многочисленных выставочных просветительских проектов (Научно-исследовательский музей РАХ и др.): «Атрибуты искусства. Инструмент Живописца» (1995); Выставка «Петербург в фотографиях художника Альфреда Эберлинга. 1899-й год» (1996).

## Награды
- Заслуженный художник Российской Федерации (2001)
- Медаль «В память 300-летия Санкт-Петербурга» (2003)
- Ветеран труда (2006)
- Золотая медаль Российской академии художеств (2009)